# Apache (композиция)
Apache е инструментална песен, записвана от много музиканти, написана от Джери Лордан. Оригиналната версия е на британската група Шадоус, която я записва през юни 1960 г., а издаването се осъществява през следващия месец. Стои на върха на Британската класация за сингли общо пет седмици.
В Северна Америка парчето се свързва с Йорген Ингман, датски джаз китарист. През 1961 г. неговата кавър версия, прикачена към името „Йорген Ингман и неговата китара“, пробива под номер 2 в Хот 100 на Билборд и номер 9 в класацията за ритъм енд блус. Достига първа позиция в канадската класация на CHUM.
Версията от 1973 г. на Инкредибъл Бонго Бенд е известна като „националния химн на хип-хопа“. Въпреки че тази версия не постига статута на хит, когато излиза, дългата перкусионна част в средата е семплирана множество пъти в хип-хоп, рап и денс парчета от 80-те нататък.
През март 2005 г. списание Кю поставя Apache под номер 96 в списъка си на 100-те най-добри китарни композиции.